# Кеннеди, Джозеф II
Джозеф Патрик Кеннеди II (англ. Joseph P. Kennedy II; род. 24 сентября 1952 года, Бостон, Массачусетс, США) — американский бизнесмен, политик-демократ и член семьи Кеннеди. Является сыном бывшего сенатора Роберта Ф. Кеннеди и Этель Кеннеди, а также племянником бывшего президента США Джона Ф. Кеннеди и бывшего сенатора Теда Кеннеди.
Кеннеди был членом Палаты представителей США от 8-го избирательного округа Массачусетса с 1987 по 1999 год. В 1979 году он основал и до избрания в Палату представителей США руководил Citizens Energy Corporation — некоммерческой энергетической компанией, которая поставляет топочный мазут малообеспеченным и пожилым семьям в Массачусетсе.

## Ранняя жизнь, семья и образование
Кеннеди родился в районе Брайтон в Бостоне, штат Массачусетс, 24 сентября 1952 года. Он был вторым из 11 детей Этель (урожденной Скейкель) и Роберта Ф. Кеннеди. Он был назван в честь своего деда Джозефа П. Кеннеди-старшего, патриарха семьи Кеннеди, и своего дяди Джозефа П. Кеннеди-младшего, который погиб в авиакатастрофе в 1944 году во время Второй мировой войны. Кеннеди провел своё детство в Маклине, Виргиния и Хайаннис-Порте, Массачусетс.

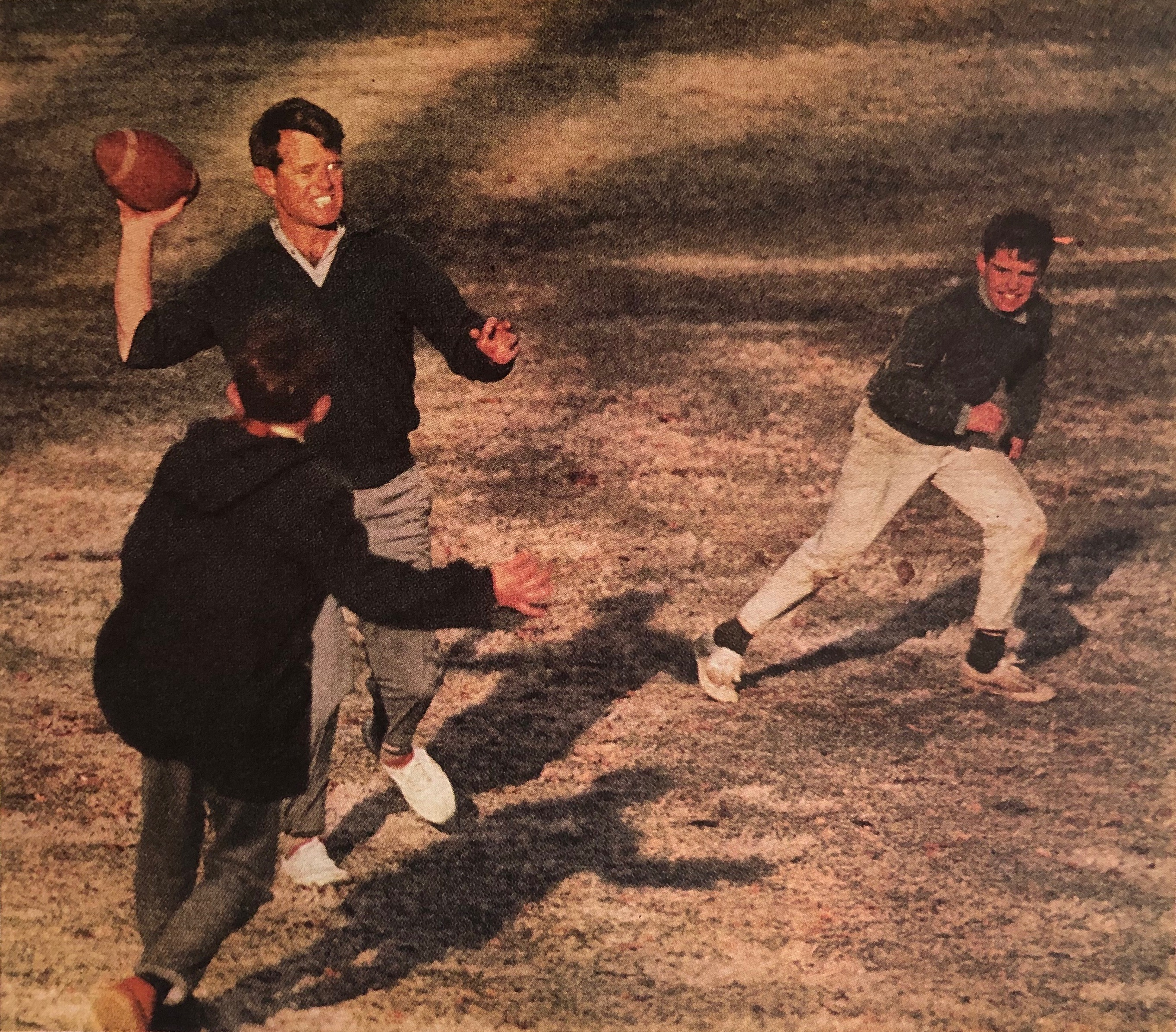
Джозеф Кеннеди (справа) играет в американский футбол со своим отцом и Бобби Шрайвером, 1963 год.

У Кеннеди было трудное детство, и из-за его вспыльчивого характера его исключили из нескольких частных школ. Он регулярно ввязывался в драки со своими младшими братьями и кузенами. Когда ему было 15 лет, его отца убили. В ту ночь, когда Роберт Кеннеди был застрелен в отеле «Амбассадор», Джозеф, вместе с Кэтлин и Робертом-младшим, летели в Лос-Анджелес «на борту одного из самолетов президентского флота Секретной службы».
В 1970 году Кеннеди бросил Милтонскую академию, подготовительную школу-интернат в Милтоне, штат Массачусетс, когда ему не разрешили взять отпуск для участия в избирательной кампании его дяди Теда, и окончил школу Мантер-Холл, частную репетиторскую школу в Кембридже, штат Массачусетс, в 1971 году. Во время учёбы в Милтоне он был соседом по комнате Томаса К. Уэльса.
Кеннеди поступил в Калифорнийский университет в Беркли в 1972 году, но бросил учебу. Он вернулся к учёбе после крупной автомобильной аварии, которая произошла в 1973 году, и окончил Массачусетский университет в Бостоне со степенью бакалавра гуманитарных наук в 1976.

## Ранняя карьера
Во время перерыва в учебе в университете он несколько месяцев работал в рамках финансируемой из федерального бюджета программы по борьбе с туберкулезом в афроамериканской общине Сан-Франциско, Калифорния. Мэр Джозеф Алиото лично похвалил работу Кеннеди в проекте[9]. Кеннеди ушел со своей должности в программе и вернулся в Массачусетс летом 1973 года.
В 1979 году Кеннеди основал Citizens Energy Corporation, некоммерческую организацию, которая предоставляла субсидии на топочный мазут малообеспеченным и пожилым семьям в Массачусетсе. По словам биографа Джона Тараборелли, Кеннеди основал организацию, «чтобы облегчить бремя счетов за отопление для бедных во время нефтяного кризиса того года». К 1984 году Citizens Energy помогла обеспечить недорогим теплом 250 000 семей. В 2010 г. Кеннеди преобразовал организацию, чтобы она смогла работать в области возобновляемой энергии, продолжая использовать прибыль для обеспечения субсидий на топливо для семей с низким доходом.

## Палата представителей США (1987–1999 гг.)

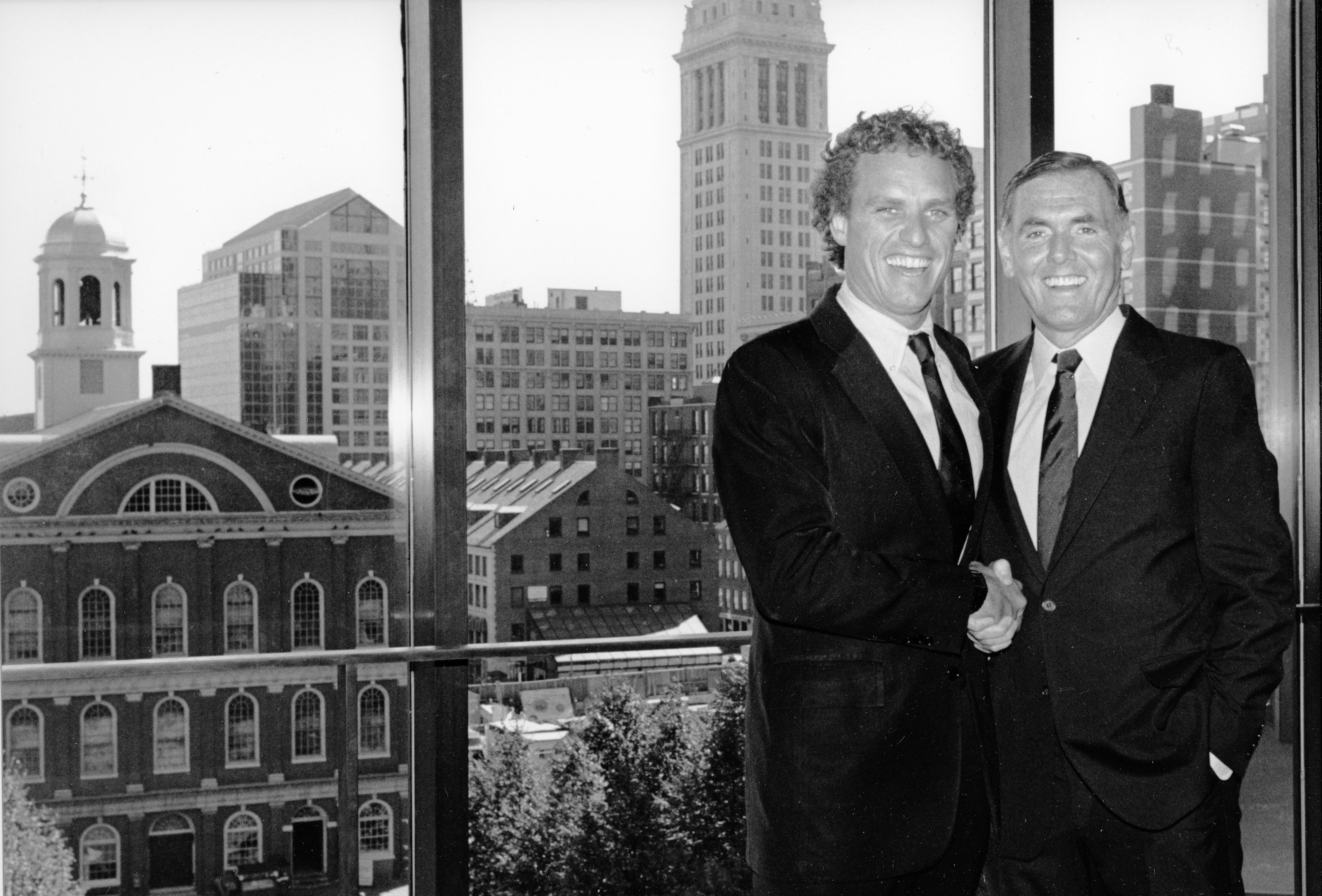
Кеннеди (слева) с мэром Бостона Рэймондом Флинном в 1980-х.

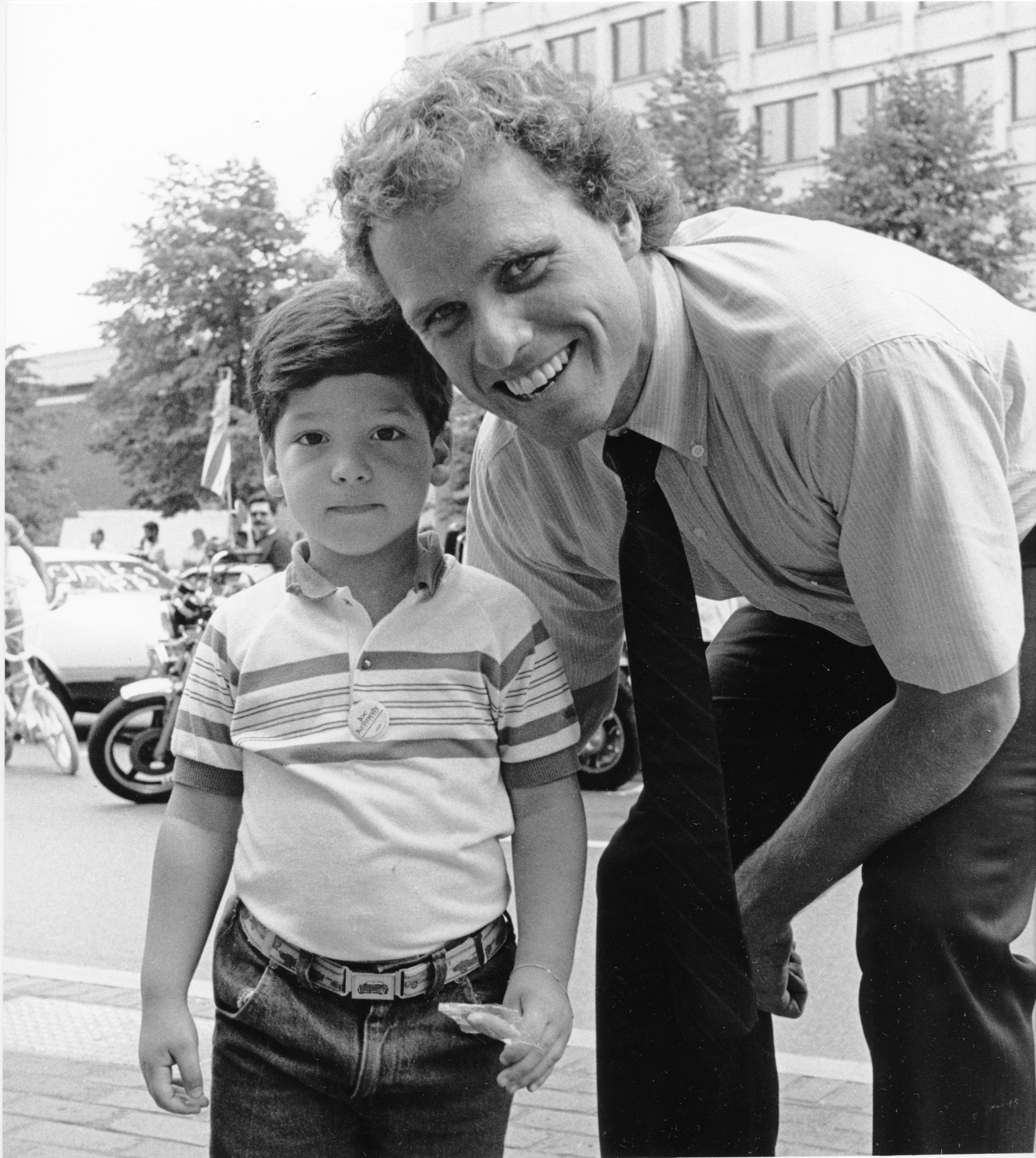
Кеннеди с мальчиком в Бостоне, 1980-е.

### Выборы
В 1986 году тогдашний спикер Палаты представителей США Тип О'Нил, избранный от 8-го избирательного округа Массачусетса (включающий города Бостон и Кембридж) в 1953 году, объявил о своей отставке. Кеннеди решил баллотироваться на место, которое его дядя, бывший президент Джон Ф. Кеннеди, занимал с 1947 г. по 1953 год. Номинация Кеннеди оспаривалась рядом известных демократов, включая сенатора штата Джорджа Бахраха и члена палаты представителей штата Мела Кинга. Однако Кеннеди получил поддержку от The Boston Globe и уходящего на пенсию О'Нила. Кеннеди выиграл праймериз с результатом в 53%. А на всеобщих выборах набрал уже 72% голосов. Он переизбирался 5 раз в 1988 (80%), 1990 (72%), 1992 (83%), 1994 (99%) и 1996 (84%) годах.

### Работав парламенте
Законодательные усилия Кеннеди в Палате представителей США включали:
- Расширение доступности кредитов для покупки домов и открытия бизнеса для работающих американцев[21].
- Требование публичного раскрытия информации о банковском кредитовании в бедных кварталах, а также об отказах в ипотеке по расовому, половому и имущественному признаку[22][23].
- Последующие исследования Совета Федеральной резервной системы, основанные на это информации, обнаружили широко распространенные свидетельства дискриминационной практики кредитования. Одно исследование показало, что белые заемщики с самым низким доходом получали одобрение на ипотеку чаще, чем афроамериканские заемщики с самым высоким доходом. Данные из Бостона, Чикаго, и Миннеаполиса показали, что афроамериканцам отказывали в три раза чаще, чем белым[24].
- Помощь в строительстве сотен тысяч новых единиц доступного жилья по всей стране, посредствам ввода налоговых льгот для стимуляции частных инвестиций в развитие жилых кварталов после того, как федеральная жилищная помощь была сокращена на 75% в 1980-х годах[25].
- Возглавлял подкомитет по потребительскому кредитованию и страхованию Палаты представителей и проводил слушания в Конгрессе, чтобы выявить отсутствие доступа к страхованию в районах с низким доходом[26].
- Предложил поправки[англ.] к Конституции США о сбалансированности бюджета в качестве средства для прекращения стремительно растущего дефицита, снижения процентных ставок и высвобождения инвестиционного капитала для роста бизнеса, вместо государственных займов[27], одновременно борясь за прекращение налоговых льгот и субсидий для корпораций[28].
- Инициировал пересмотр федерального закона о государственном жилье впервые за почти 60 лет, что дало местным жилищным органам возможность повышать стандарты, одновременно защищая тех, кто зависит от государственного жилья[29].
- Будучи сопредседателем фракции Конгресса по биотехнологиям, предложил сохранить и расширить федеральные счета на исследования и разработки, стимулирующие создание новых технологий и закладывающие основу для создания новых рабочих мест и развития бизнеса[30].
- Предложил изменения в «Закон о защите отцов и матерей», призванный помочь владельцам небольших магазинов установить систему безопасности[31] и «Национальный закон о сокращении числа преследователей», чтобы потребовать от всех штатов принятия всеобъемлющего законодательства против преследования, отслеживания преследователей и создания национальной базы данных о домашнем насилии для отслеживания нарушений запретительных приказов[32][33].
- В рамках защиты детей от алкоголя предложил ограничить телевизионную рекламу пива и вина с 7 утра до 10 вечера и убрать наружную рекламу алкоголя вблизи школ[34].
- Запуск двухпартийной инициативы в Массачусетсе по борьбе с голодом среди детей, которая привела к улучшению системы питания в школах[35].

В 1988 году Кеннеди отправился в Северную Ирландию. Во время его пребывания в регионе, Демократическая юнионистская партия назвала его «республиканским попугаем». У него также была широко известная встреча с британским солдатом, который предложил Кеннеди вернуться домой. В 1991 году Кеннеди бойкотировал выступление королевы Великобритании Елизаветы II в Конгрессе США «в знак протеста против британской оккупации Северной Ирландии».
В марте 1998 года, после года семейных неурядиц, включая гибель его брата Майкла Лемойна Кеннеди во время катания на лыжах, он объявил, что планирует уйти из Палаты представителей, сославшись на «новое признание нашей собственной уязвимости и превратностей жизни». В редакционной статье в The Boston Globe отмечалось, что «Кеннеди оставался твердым в своей политической жизни по отношению к проблемам и социальным группам, к которым его не привел бы ни один опрос: бедные, бездомные, обездоленные дети и другие, скрытые за нынешней волной процветания». Он прослужил в Палате представителей США в течение шести сроков, с января 1989 до января 1999 года. В своей последней речи в Палате представителей Кеннеди выступил с «страстным призывом к единству и прощению» в разгар дебатов относительно предлагаемых статей импичмента президента Билла Клинтона.

### Комитеты
На протяжении всей своей карьеры в Палате представителей Кеннеди был членом Банковского комитета Палаты представителей, где он играл активную роль в решении кризиса сбережений и кредитования, реформе кредитной отчетности, пересмотре Закона Гласса-Стиголла 1933 года и общей финансовой модернизации. Кеннеди также был членом Комитета по делам ветеранов, где участвовал в принятии законодательства о улучшении системы здравоохранения ветеранов, расследовании причин синдрома войны в Персидском заливе и предоставлении медицинской помощи ветеранам войны в Персидском заливе.

## Citizens Energy (с 1999)

### Обзор
Покинув Палату представителей, Кеннеди вернулся в Citizens Energy. (Во время пребывания Кеннеди в Палате представителей компанией руководил его брат Майкл.) Citizens Energy занимается коммерческими предприятиями, направленными на получение доходов, которые, в свою очередь, используются для создания фондов, которые должны помочь нуждающимся в США и за рубежом. За то время она разрослась, поглотив семь отдельных компаний, включая одну из крупнейших фирм по энергосбережению в США. Citizens Energy стала одной из первых энергетических компаний США, которая поставляла большие объемы природного газа в более чем 30 штатов. Будучи предвестником рыночных изменений в рамках дерегулирования рынка электроэнергии в конце 1990-х годов, Citizens Energy была пионером в продаже и маркетинге электроэнергии. В последние годы Кеннеди вывел компанию в отрасль возобновляемой энергии, построив солнечные электростанции вдоль Восточного побережья и линии электропередачи для поддержки благотворительных программ, таких как раздача бесплатных солнечных панелей малообеспеченным семьям в Калифорнии. В 2019 году Citizens Energy объявила о завершении одного из крупнейших проектов по совместному использованию солнечной энергии для малообеспеченных слоев населения в стране, финансируемого за счет инвестиций в линию электропередачи Sunrise PowerLink.
Общая мощность проекта в Калифорнии составляет 30 мегаватт, что позволит сэкономить 500 долларов на энергосбережении 12 000 семей с низким доходом в год.

### Государственная политика
После возвращения в Citizens Energy Кеннеди также стремился влиять на государственную политику, связанную с энергетикой, призывая администрацию Буша инвестировать в энергосбережение и энергоэффективность, а также возобновляемые источники энергии, призывая Конгресс полностью финансировать федеральные программы помощи в отоплении, предлагая странам-потребителям нефти работать вместе, чтобы сбалансировать цены на нефть с манипуляциями Организации стран-экспортёров нефти (ОПЕК), и призывая федеральное правительство и крупные нефтяные компании использовать часть роялти от нефти и газа, добываемых на федеральных землях и в водах, для помощи семьям с низким доходом с оплатой тарифов. В тоже время Кеннеди критиковали за зарплаты, выплачиваемые компанией ему и его жене. В 2012 году, будучи генеральным директором Citizens Energy и связанных организаций, Кеннеди получил в общей сложности 796 000 долларов в качестве зарплаты, а его жене, занимавшей пост директора по маркетингу, было выплачено 344 000 долларов.

### Венесуэла
Начиная с 2005 года, Citgo Petroleum Company, дочерняя компания Petróleos de Venezuela, венесуэльской государственной нефтяной компании, была основным донором топочного мазута для Citizens Energy. The Wall Street Journal и другие издания критиковали Citizens Energy за продолжение отношений с правительством Венесуэлы и президентом Уго Чавесом, резким критиком Соединенных Штатов. В ответ Кеннеди и его соратники утверждали, что лицемерно критиковать некоммерческую организацию за то, что она принимает нефть из Венесуэлы, в то время как многочисленные другие американские компании получают прибыль от активной торговли с Венесуэлой и в то время, когда правительство США сократило топливную помощь малоимущим.
Хотя пожертвования Citgo, как сообщается, прекратились в 2015 году из-за экономических потрясений в Венесуэле, сообщалось, что в 2009 году компания пожертвовала 83 миллиона галлонов нефти за два предыдущих года, которые использовались для оказания помощи с отоплением примерно 200 000 семей в год в 23 штатах.
С тех пор Кеннеди превратился в критика президента Венесуэлы Николаса Мадуро, избранного преемника Чавеса, обвинив его в «краже демократии у народа» и призвав его уйти в отставку.

## Поздняя карьера

### Выборы губернатора
В 1993 году опрос Boston Globe показал, что рейтинг Кеннеди отстает всего на один процент от популярного действующего губернатора Уильяма Уэлда во время будущих выборов, что побудило видных демократов штата попытаться привлечь его к гонке. Хотя ни один другой демократ не имел рейтинг, сопоставимый с Уэлдом, Кеннеди решил отказаться от гонки и остаться в Конгрессе. В итоге, праймериз выиграл Марк Рузвельт и проиграл губернатору Уэлду с разрывом более чем в 40%.
Кеннеди считался фаворитом на пост губернатора Массачусетса во время выборов 1998 года, но его скандальный развод привел к резкому ухудшению общественного мнения в опросах, и он решил не баллотироваться. На собрании в зале VFW в рабочем районе Бостона, Кеннеди заявил, что он считал, что он не сможет сосредоточиться на проблемах своей кандидатуры: «Гонка будет сосредоточена на личных или семейных вопросах. Это несправедливо по отношению к моей семье, это несправедливо по отношению к жителям Массачусетса, и это неправильно».

### Выборы в Сенат
После смерти его дяди Теда Кеннеди 25 августа 2009 года имя Кеннеди упоминалось в качестве возможного кандидата на место его дяди в Сенате, представлявшего Массачусетс. В статье Associated Press стратег демократический партии Дэн Пейн заявил: «Он не был бы человеком и не был бы Кеннеди, если бы не рассматривал всерьез возможность баллотироваться на то, что известно как «место Кеннеди» в Сенате». Однако 7 сентября Кеннеди опубликовал заявление, в котором объяснил, что не будет бороться за это место. На место в конечном итоге был назначен Пол Г. Кёрк, а затем был избран республиканец Скотт Браун.

### Публичная позиция
Во время президентских выборов 2024 года Кеннеди поддержал действующего президента-демократа Джо Байдена, несмотря то что его брат Роберт-младший также выдвинул свою кандидатуру как независимый кандидат.

## Личная жизнь

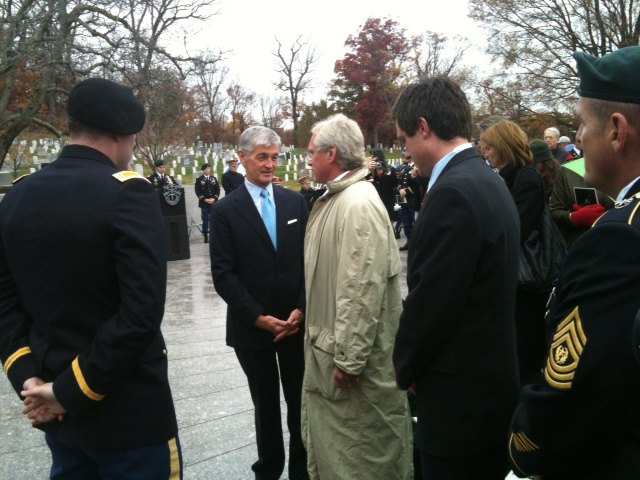
Кеннеди (в плаще в центре) на церемонии возложения цветов на могиле Джона Кеннеди на Арлингтонском национальном кладбище, ноябрь 2011 года.

22 февраля 1972 года Кеннеди был на борту рейса 649 авиакомпании Lufthansa, когда он был захвачен. Вскоре после начала показа фильма во время полета Boeing 747 из Нью-Дели в Афины пятеро вооруженных людей захватили самолет и заставили его приземлиться в международном аэропорту Адена, где на следующий день все заложники были освобождены. 
В августе 1973 года Jeep, на котором он ехал на острове Нантакет, перевернулся, в результате чего его брат Дэвид сломал позвоночник, а его девушка Пэм Келли навсегда осталась парализованной. Полиция обвинила Кеннеди в опасном вождении, а суд временно лишил его водительских прав. Семья Кеннеди оплатила первоначальное медицинское лечение Келли и частично оплачивала уход за ней в течение многих лет после аварии.

### Аннулирование брака
3 февраля 1979 года Кеннеди женился на Шейле Брюстер Раух, дочери банкира Рудольфа Стюарта «Стью» Рауха-младшего, президента, а затем председателя Philadelphia Savings Fund Society. 4 октября 1980 года у пары родились сыновья-близнецы, Мэтью Раух «Мэтт» Кеннеди и Джозеф Патрик «Джо» Кеннеди III. Супруги официально развелись в 1991 году.
В 1993 году Кеннеди обратился в католическую архиепархию Бостона с просьбой аннулировать его брак с Раух, утверждая, что он был психически неспособен вступить в брак на момент свадьбы. Аннулирование сделало бы брак недействительным в Церкви. Это также позволило бы Кеннеди венчаться с Энн Элизабет «Бет» Келли, бывшей сотрудницей его компании, а также позволило бы ему продолжать получать Святое Причастие (что запрещено для разведенного человека, который вступает в повторный брак вне Церкви). Раух отказалась согласиться на аннулирование; Кеннеди женился на Келли на гражданской церемонии 23 октября 1993 года.
Бостонская архиепархия первоначально вынесла решение в пользу аннулирования, о чем Раух, по ее словам, узнала только постфактум, в 1996 году. Будучи прихожанкой епископальной церкви, она позже написала книгу «Разбитая вера: борьба женщины за то, чтобы остановить католическую церковь от аннулирования её брака», объяснив, что она выступает против концепции аннулирования, потому что в католической теологии это означает, что брак на самом деле никогда не существовал. Она также утверждала, что влияние семьи Кеннеди сделало возможным одностороннюю «отмену» 12-летнего брака.
Кодекс канонического права того времени требовал, чтобы решение трибунала в пользу аннулирования автоматически обжаловалось, и решение не вступало в силу, пока не был вынесен второй, соответствующий вердикт. Вместо того, чтобы разрешить апелляцию в Соединенных Штатах, Раух обратилась напрямую в Римскую роту, высший апелляционный трибунал Католической церкви. Аннулирование было отменено Ротой в 2005 году. Раух говорит, что она не была проинформирована о решении до 2007 года, получив новости от должностных лиц Бостонской архиепархии. Поскольку первое решение так и не было подтверждено, не было времени, когда Церковь окончательно объявила брак недействительным или дала Кеннеди разрешение на повторный брак. Поскольку Рота заседала как апелляционный суд второй инстанции, Кеннеди мог обжаловать решение в другой коллегии Роты.

### Комментарии
1. ↑  Некоторые ранние источники ошибочно называли его Джозефом П. Кеннеди III, предполагая, что он был назван в честь своего дяди Джозефа П. Кеннеди-младшего, а не деда. Он опроверг эти заявления во время выборов в Конгресс.[2]